# Barış Esen
Barış Esen (Antalya, 3 de novembre de 1986) és un jugador d'escacs turc que té el títol de Gran Mestre des del 2010.
Tot i que roman inactiu des de desembre de 2019, a la llista d'Elo de la FIDE del desembre de 2021, hi tenia un Elo de 2476 punts, cosa que en feia el jugador número 10 de Turquia. El seu màxim Elo va ser de 2593 punts, a la llista de setembre de 2014.

## Resultats destacats en competició
Fou segon a l'Obert de Tessalònica (Grècia) el 2009, 7è al Campionat Mediterrani (Croàcia) el juliol de 2009, 4t al II Turbo GM (Sèrbia) al novembre de 2009, 1r al Torneig Angora (Turquia) el desembre de 2009 aconseguint una norma de GM, i 2n a l'Obert de Tessalònica de 2010.
El bon resultat al Campionat d'Europa que tingué lloc el 2011 a Aix-les-Bains (França) amb 7½ punts d'11 partides, Barış Esen fou l'únic classificat del seu país per a participar en la Copa del Món d'escacs de 2011 a Khanti-Mansisk (Rússia), on fou eliminat a la primera ronda per Oleksandr Moissèienko amb ½–1½.